# Imam
Imam (arab. إمام, dosł. „przywódca”) – 
muzułmański przywódca religijny; w tradycyjnym znaczeniu – przewodniczący rytualnej modlitwy muzułmańskiej, czyli salatu. W ogólności może to być osoba świecka bądź przełożony meczetu. Władca kraju również może być nazywany imamem.

## Imamowie w Muzułmańskim Związku Religijnym w Polsce
Imamowie wybierani są przez członków gminy wyznaniowej na Ogólnym Zebraniu Członków Gminy. Imam ma obowiązek:
- prowadzenia modlitw,
- nauczania religii,
- udzielania ślubów,
- dokonywania pogrzebów,
- prowadzenia ksiąg metrykalnych.

Imam wchodzi w skład Zarządu Gminy. Tylko niektórzy imamowie noszą arabskie imiona. Imamami w Muzułmańskim Związku Religijnym są:
- w gminie Bohoniki – imam Aleksander Bazarewicz (pełni funkcję imama od 2012 roku)[3] oraz imam Yaser Zana Aydin.
- w gminie Białystok – mufti Tomasz Miśkiewicz oraz imam Mirzogolib Radzhabaliev.
- w gminie Kruszyniany – imam Janusz Aleksandrowicz.
- w gminie Warszawa-Fatih – imam Sherali Juraev oraz sala modlitwy przy Muzułmańskim Cmentarzu Tatarskim w Warszawie (ul. Tatarska 8) – imam Ihsan Karaaĝaç.
- w gminie Gdańsk – imam Selçuk Ürkmez.